# Confrontos entre Colo-Colo e Universidad Católica no futebol
Colo-Colo vs. Universidad Católica, também conhecido como Clássico Albo-Cruzado ou Clássico Moderno, é um dos três grandes clássicos do futebol chileno. É disputado por dois clubes que já se enfrentaram mais de 200 vezes em caráter oficial, sendo várias delas na Copa Libertadores da América, o que faz deste enfrentamento o mais tradicional entre equipes chilenas em competições continentais. Os dois clubes possuem títulos internacionais oficiais, ganhos ainda na década de 1990.

## História
A história dos confrontos entre Colo-Colo e Universidad Católica remonta ao Campeonato de Apertura de 1938. A Universidad Católica buscava sua aceitação no escalão mais alto do Campeonato Chileno de Futebol e, para tal, devia eliminar o Colo-Colo na primeira fase do torneio que abria a temporada. O resultado da partida foi de 6 a 2 para o quadro albo, devendo a UC esperar até o ano seguinte para ascender à primeira divisão do futebol chileno.
O primeiro enfrentamento por campeonatos nacionais entre Colo-Colo e Universidad Católica foi disputado no dia 20 de maio de 1939, no antigo Estádio dos Carabineiros, para uma assistência de 1.500 pessoas. Nessa tarde, os albos ganharam por 3 a 2, com gols de Enrique Sorrel, Contreras e Tomás Rojas, descontando Mediavilla e Fernando Riera para os cruzados. O árbitro da partida foi Leopoldo González.

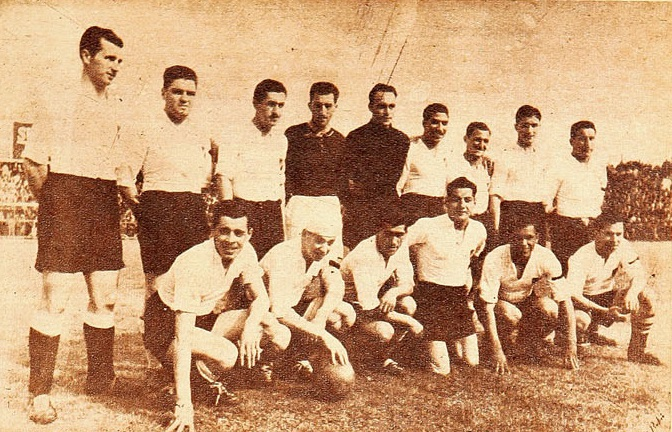
Equipe do Colo-Colo que ganhou o Campeonato Nacional de 1937.

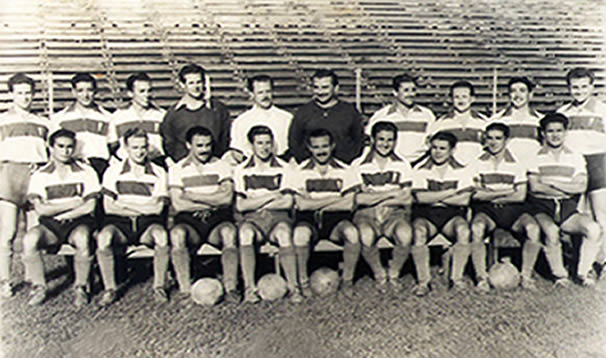
Primeira equipe campeã da Universidad Católica.

A primeira vitória da Universidade Católica ocorreu no quinto duelo do clássico. A partida foi jogada no dia 23 de junho de 1940, no Estádio Nacional, em Ñuñoa, e terminou com o placar de 3 a 2, com gols de Barahona e Bolumburo (2) para o quadro católico, e Alfonso Domínguez (2) para o quadro popular.
No dia 4 de março de 1967 aconteceu o primeiro confronto pela Copa Libertadores. O resultado favoreceu a UC pelo placar de 5 a 2. Depois, seguiram-se outros 15 confrontos, o que faz do clássico entre albos e cruzados, o embate mais tradicional entre clubes chilenos em competições continentais.

### Finais e confrontos decisivos do clássico
No total, os dois clubes disputaram três finais do campeonato nacional, nas quais decidiram o torneio de forma direta. A primeira delas foi a do Torneo de Apertura de 1997. Depois de terminarem empatados com 37 pontos, Colo-Colo e Universidad Católica tiveram de jogar um playoff em ida e volta para determinar o campeão daquele torneio. Os cruzados souberam suportar a pressão do Cacique depois da derrota na ida (1-0), no Estádio Monumental, em Macul, e ganhar a partida de volta por 3 a 0, em Ñuñoa.
A segunda final disputada pelos dois clubes foi em 2002, no Torneo de Clausura daquele ano. Na primeira partida o Colo-Colo se impôs, em seu campo, por 2 a 0, deixando a equipe cruzada com a obrigação de ganhar pela diferença de dois gols na volta, no Estádio Nacional. Ainda assim, os albos venceram novamente por 3 a 2.
A final mais recente foi a do Torneo de Clausura do ano de 2009. Na partida de ida, jogada em Macul, Colo-Colo e Católica empataram em dois gols em um vibrante duelo. Na volta, jogada no Estádio Santa Laura, onde a Universidad Católica era mandante naquela final, os albos se impuseram aos cruzados, ganhando por 4 a 2 e logrando conquistar seu 29º campeonato nacional.
A primeira vez que a Universidad Católica conseguiu superar o Colo-Colo numa chave de playoffs de campeonato nacional, sob o novo formato utilizado desde o ano de 2002, foi nas quartas de final do Torneo de Apertura do ano de 2011, eliminando-o com um triunfo por 4 a 2 em Macul, e um empate em 1 gol em Ñuñoa. Nos cinco confrontos anteriores o Cacique havia eliminado a UC, destacando as citadas finais de 2002 e 2009.
Em 16 de outubro de 2011, pela fase regular do Torneo de Clausura, foi jogado o clássico pela terceira vez em sua história no Estádio San Carlos de Apoquindo, de propriedade da UC, com presença muito reduzida de torcedores colo-colinos (por questões de segurança). Em campo, a UC goleou por 4 a 0 o rival, o que se configurou a maior vitória cruzada sobre os albos no histórico de partidas oficiais. A maior goleada do clássico segue sendo um 7 a 1 que o Colo-Colo impôs à UC, na segunda rodada do campeonato nacional de 1943.

## Estatísticas do clássico
Atualizado em 31 de outubro de 2021.
| Competição                       | PJ  | Vits CC | E  | Vits UC | Gols CC | Gols UC |
| -------------------------------- | --- | ------- | -- | ------- | ------- | ------- |
| Campeonato Chileno de Futebol    | 171 | 77      | 45 | 48      | 305     | 234     |
| Torneo Metropolitano             | 6   | 2       | 1  | 3       | 12      | 13      |
| Liguilla Pre-Libertadores        | 3   | 0       | 1  | 2       | 4       | 6       |
| Subtotal do Campeonato Chileno   | 180 | 79      | 48 | 53      | 321     | 253     |
| Copa Chile                       | 39  | 15      | 12 | 12      | 61      | 51      |
| Supercopa do Chile               | 2   | 1       | 0  | 1       | 6       | 5       |
| Liguilla Pre-Sudamericana        | 2   | 1       | 1  | 0       | 4       | 3       |
| Campeonato de Apertura           | 1   | 1       | 0  | 0       | 6       | 2       |
| Subtotal de torneios nacionais   | 44  | 17      | 13 | 13      | 77      | 61      |
| Copa Libertadores da América     | 16  | 6       | 5  | 5       | 25      | 23      |
| Subtotal de copas internacionais | 16  | 6       | 5  | 5       | 25      | 23      |
| Total oficial                    | 240 | 103     | 66 | 71      | 423     | 337     |

| PJ: partidas jogadas                      |
| Vits CC: vitórias do Colo-Colo            |
| Vits UC: vitórias da Universidad Católica |
| E: empates                                |
| Gols CC: gols do Colo-Colo                |
| Gols UC: gols da Universidad Católica     |

## Últimas 10 partidas oficiais
| Temporada                  | Mandante             | Visitante            | Data       | Resultado |
| -------------------------- | -------------------- | -------------------- | ---------- | --------- |
| Torneo de Transición 2017  | Universidad Católica | Colo-Colo            | 01.10.2017 | 0:1       |
| Campeonato Chileno de 2018 | Colo-Colo            | Universidad Católica | 31.03.2018 | 1:0       |
| Campeonato Chileno de 2018 | Universidad Católica | Colo-Colo            | 30.09.2018 | 1:0       |
| Campeonato Chileno de 2019 | Colo-Colo            | Universidad Católica | 17.03.2019 | 2:3       |
| Copa Chile 2019            | Universidad Católica | Colo-Colo            | 20.01.2020 | 1:1       |
| Campeonato Chileno de 2020 | Colo-Colo            | Universidad Católica | 16.02.2020 | 0:2       |
| Campeonato Chileno de 2020 | Universidad Católica | Colo-Colo            | 19.12.2020 | 0:0       |
| Supercopa do Chile de 2021 | Universidad Católica | Colo-Colo            | 21.03.2021 | 4:2       |
| Campeonato Chileno de 2021 | Universidad Católica | Colo-Colo            | 17.07.2021 | 0:0       |
| Campeonato Chileno de 2021 | Colo-Colo            | Universidad Católica | 31.10.2021 | 2:1       |

## Confrontos decisivos sob o formato deplayoffs
| Vencedor             | Competição    | Fase             |
| -------------------- | ------------- | ---------------- |
| Colo-Colo            | Clausura 2002 | Final            |
| Colo-Colo            | Apertura 2003 | Quartas de final |
| Colo-Colo            | Clausura 2003 | Quartas de final |
| Colo-Colo            | Apertura 2008 | Quartas de final |
| Colo-Colo            | Clausura 2009 | Final            |
| Universidad Católica | Apertura 2011 | Quartas de final |

## Partidas disputadas, por estádio
Atualizado em 18 de julho de 2021.
| Estádio                                      | PJ  | Vits CC | E  | Vits UC | Gols CC | Gols UC | Anos      |
| -------------------------------------------- | --- | ------- | -- | ------- | ------- | ------- | --------- |
| Estádio dos Carabineiros                     | 7   | 4       | 2  | 1       | 25      | 11      | 1939-1943 |
| Estádio Militar                              | 1   | 1       | 0  | 0       | 3       | 1       | 1942      |
| Estádio Independência                        | 7   | 2       | 2  | 3       | 14      | 15      | 1945-1950 |
| Estádio Santa Laura                          | 11  | 5       | 2  | 3       | 18      | 11      | 1961-     |
| Estadio Nacional                             | 102 | 48      | 26 | 28      | 191     | 147     | 1939-     |
| Estadio Monumental                           | 40  | 15      | 12 | 13      | 58      | 52      | 1990-     |
| Estádio San Carlos de Apoquindo              | 12  | 4       | 3  | 5       | 12      | 16      | 1997-     |
| Estádio Municipal Francisco Sánchez Rumoroso | 1   | 0       | 1  | 0       | 0       | 0       | 2010-     |
| Total no Campeonato Chileno                  | 180 | 79      | 48 | 53      | 321     | 253     | 1939-     |

Incluídas apenas partidas pelo Campeonato Chileno.